# Княжеские ночи (фильм, 1930)
«Княжеский ночи» — французский немой фильм 1930 года режиссёра Марселя Л’Эрбье.
В основе сценария лежит одноимённый роман Жозефа Кесселя, но автору романа фильм не понравился, он потребовал изменить название, из-за чего фильм также известен как «Цыганские ночи».
В 1938 году роман был экранизирован повторно — одноимённый фильм режиссёра Владимира Стрижевского.

## Сюжет
Русские эмигранты в Париже пытаются приспособиться к новой жизни. Василий влюблён в Елену Вронскую, но она предпочитает ему князя Фёдора.

## В ролях
- Джина Манес — Елена Вронская
- Жак Катлен — Василий
- Гарри Нестор — князь Фёдор
- Дмитрий Димитриев — Антон Иртыш
- Вала Остерман — Наталья Вронская
- Андре де Шак — князь Михаил Ризин
- Жан Тулу — адмирал Алексеев
- Алекс Бернард — доктор Алексей Барков
- Наталья Лисенко — эпизод
- и другие

## Литературная основа
Фильм снят по роману 1927 года французского писателя, потомка выходцев из России Жозефа Кесселя «Les Nuits des Princes» («Княжеские ночи», в первом русском переводе: «Уходящие тени»).
Роман основан на впечатлениях о жизни русской парижской эмиграции — представлен красочный «очерк нравов» русского ночного Парижа, «русского Монмартра». Герой-повествователь — alter ego самого автора, а среди действующих лиц узнаваемы некоторые видные русские эмигранты, в том числе друга автора — писатель Алексей Ремизов.